# Automatic for the People
Automatic for the People je osmým studiovým albem americké kapely R.E.M. a třetím albem, které kapela vydala u Warner Brothers Records.
Toto album je převážně akustické a charakteristické svými temnými texty, které přemítají nad smrtelností, smrtí a těmi, kteří již nejsou mezi námi, je Automatic for the People považováno za jedno z nejlepších alb R.E.M. a zároveň je řazeno mezi nejpovedenější alba 90. let. Album získalo svůj název podle motta georgijské jídelny „Weaver D's Delicious Fine Foods“. Fotografie na obal alba byla pořízena před jedním motelem na Miami, kde se nahrávala část alba.
Na americkém žebříčku se Automatic for the People umístilo na druhém místě se čtyřmi miliony prodanými kopiemi. Na britském žebříčku se album několik týdnů drželo na prvním místě. Ačkoliv album dosáhlo obrovského úspěchu, kapela se rozhodla nekoncertovat na podporu alba, stejně jako v případě předchozího alba, Out of Time.
Mnoho písní z Automatic for the People se stalo populárními hity, například Drive, The Sidewinder Sleeps Tonite, Everybody Hurts, Nightswimming, nebo Man on the Moon, pocta Andymu Kaufmanovi, která dala jméno filmu Miloše Formana.
John Paul Jones, bývalý baskytarista Led Zeppelin, pracoval na orchestrálních aranžích písní Drive, Sidewinder Sleeps Tonite, Everybody Hurts a Nightswimming.
V roce 1997 bylo album v anketě Music of the Millenium vyhlášeno 18. nejlepším albem všech dob[zdroj?]. V roce 1998 ohodnotili čtenáři magazínu Q jako třetí nejlepší album všech dob. Roku 2003 jej časopis Rolling Stone vyhlásil 247. nejlepším albem všech dob. Tentýž časopis jej také vyznamenal 18. místem v seznamu nejlepších alb devadesátých let.
V roce 2005 byla vydána dvoudisková edice Automatic for the People, která obsahuje CD a DVD-Audio disk se zvukem ve formátu 5.1 a originální, částečně rozšířený, booklet. CD nebylo nijak remasterováno.
Když zpěvák skupiny Nirvana a dobrý přítel Michaela Stipa Kurt Cobain spáchal sebevraždu, bylo v jeho přehrávači nalezeno toto album.

## Seznam skladeb
Autory jsou Bill Berry, Peter Buck, Mike Mills a Michael Stipe.
| Pořadí | Název                          | Délka |
| ------ | ------------------------------ | ----- |
| 1.     | Drive                          | 4:31  |
| 2.     | Try Not To Breathe             | 3:50  |
| 3.     | The Sidewinder Sleeps Tonite   | 4:06  |
| 4.     | Everybody Hurts                | 5:17  |
| 5.     | New Orleans Instrumental No. 1 | 2:13  |
| 6.     | Sweetness Follows              | 4:19  |
| 7.     | Monty Got a Raw Deal           | 3:17  |
| 8.     | Ignoreland                     | 4:24  |
| 9.     | Star Me Kitten                 | 3:15  |
| 10.    | Man on the Moon                | 5:13  |
| 11.    | Nightswimming                  | 4:16  |
| 12.    | Find the River                 | 3:50  |

## Žebříčky
Album
| Rok  | Žebříček      | Pozice |
| ---- | ------------- | ------ |
| 1992 | Billboard 200 | 2      |

Singly
| Píseň                          | Rok  | žebříček                         | Pozice |
| ------------------------------ | ---- | -------------------------------- | ------ |
| "Drive"                        | 1992 | Billboard Modern Rock Tracks     | 1      |
| "Drive"                        | 1992 | Billboard Mainstream Rock Tracks | 2      |
| "Drive"                        | 1992 | Billboard Top 40 Mainstream      | 23     |
| "Ignoreland"                   | 1992 | Billboard Modern Rock Tracks     | 5      |
| "Ignoreland"                   | 1992 | Billboard Mainstream Rock Tracks | 4      |
| "Everybody Hurts"              | 1993 | Billboard Modern Rock Tracks     | 21     |
| "Everybody Hurts"              | 1993 | Billboard Top 40 Mainstream      | 13     |
| "Man on the Moon"              | 1993 | Billboard Modern Rock Tracks     | 2      |
| "Man on the Moon"              | 1993 | Billboard Mainstream Rock Tracks | 4      |
| "Man on the Moon"              | 1993 | Billboard Top 40 Mainstream      | 9      |
| "The Sidewinder Sleeps Tonite" | 1992 | Billboard Modern Rock Tracks     | 24     |
| "The Sidewinder Sleeps Tonite" | 1992 | Billboard Mainstream Rock Tracks | 28     |

## Certifikace
| Organizace | Úroveň          | Datum              |
| ---------- | --------------- | ------------------ |
| RIAA – USA | Zlatá deska     | 17. prosince 1992  |
| RIAA – USA | Plationvá deska | 17. prosince 1992  |
| RIAA – USA | 2x Platinová    | 17. prosince 1992  |
| RIAA – USA | 3x Platinová    | 16. listopadu 1993 |
| RIAA – USA | 4x Platinová    | 9. února 1995      |